# Vinger
Een vinger is een van de uitstekende ledematen aan de hand. 
Aan de voet zijn er lichaamsdelen die met de vingers overeenkomen. Deze worden tenen genoemd. In enkele talen, zoals het Spaans, kan hetzelfde woord zowel vinger als teen betekenen.
Viervoeters hebben in aanleg aan elke hand vijf vingers en aan elke voet vijf tenen. Bij de mens zijn ze allemaal volwaardig aanwezig. Bij dieren kunnen sommige vingers en tenen rudimentair zijn of ontbreken. 
De namen van de vingers, van buiten naar binnen als men de hand met de handpalm naar boven voor zich legt, zijn:
|  | 1. duim 2. wijsvinger 3. middelvinger 4. ringvinger 5. pink |

De botjes in de vingers zijn van buiten voelbaar. Ieder vingerkootje bevat één botje. Elke vinger heeft drie kootjes, behalve de duim die er maar twee heeft, die met pezen kunnen worden bewogen. De spieren bevinden zich niet in de hand maar in de onderarm. Het uiteinde van een vinger heet een vingertop. Hierop bevinden zich aan de bovenzijde de nagels. Deze harde bescherming wordt door de mens gebruikt om kleine voorwerpen te bewerken.
De onderzijde van de vingertoppen is gevoelig. Met de vingertoppen is de mens in staat te voelen of een voorwerp scherp is of stomp, hard of zacht, nat of droog, warm of koud, enzovoorts. Dit gevoel heet de tastzin en de verschillende vormen hiervan behoren tot de zintuigen. De tastzin in de vingertoppen kan worden getraind, zoals blinde mensen doen die lezen door middel van brailleschrift. De tastzin geeft wat de vingers betreft een zeer snelle reactie. Iemand, die aan een heet voorwerp zijn vingers brandt, trekt zijn hand snel weer terug.
Mensen kunnen hun vingers allemaal krommen en strekken, maar kunnen alleen met hun duim ook andere bewegingen te maken. Mensen hebben een 'opponeerbare' duim, dat wil zeggen dat de punt van de duim de punt van iedere ander vinger van dezelfde hand kan aanraken. Dankzij deze beweging is de mens in staat om voorwerpen beet te pakken. De naaste verwanten van de mens, de apen hebben behalve een opponeerbare duim ook een opponeerbare grote teen, waardoor ze zowel met hun handen als met hun voeten takken kunnen vastgrijpen.
Het patroon van lijnen aan de binnenkant van de handen en aan de onderkant van de vingers is voor ieder mens uniek, zelfs voor eeneiige tweelingen. Als iemand iets met de vingers beetpakt, blijven er vingerafdrukken achter. Hier wordt door de politie van gebruikgemaakt. Het is het bewijs dat de verdachte het voorwerp in zijn handen gehad heeft.
Een eigenschap bij menselijke vingers is dat ze gaan rimpelen als ze een tijd blootstaan aan vocht, zoals bij baden. Waarschijnlijk is dit evolutionair zo gegroeid omdat dit de grip van de vingers onder vochtige, glibberiger omstandigheden vergroot.

## Congenitale afwijkingen
- Polydactylie is de aanwezigheid van meer dan vijf vingers op een hand.
- Oligodactylie is de aanwezigheid van minder dan vijf vingers op een hand.
- Ectrodactylie is de afwezigheid van een of meer vingers.
- Syndactylie is het zwemvliesachtig verbonden zijn van twee of meer vingers. Bij vergroeiing van alle vingers spreekt men van een 'lepelhand'.
- reuzengroei van een of meer vingers
- standafwijkingen van een of meer vingers
- arachnodactylie, waarbij de vingers lang en slank zijn ten opzichte van de handpalm